# 松田英夫
松田 英夫（まつだ ひでお）は、芸能事務所・株式会社ケイダッシュ、株式会社ケイダッシュステージの代表取締役社長。
堺正章の元マネージャーであり、当初は、俳優やアーティストを中心としたタレントマネージメントを目的としてケイダッシュを設立したが、後にお笑いタレントの育成にも力を入れるようになった
。オードリーのコンビ名の名付け親。
社名に「ステージ」を冠していることからもわかるように、舞台への愛着が強い。
独特の口調である事が、『オードリーのオールナイトニッポン』（ニッポン放送）で度々ネタにされている